# Oberberg (Küps)
Oberberg ist ein Gemeindeteil des Marktes Küps im Landkreis Kronach (Oberfranken, Bayern).

## Geographie
Die Einöde liegt auf halber Höhe zum Heidelberg (516 m ü. NHN, 0,6 km nordwestlich) in einer Waldlichtung. Ein Anliegerweg führt an Unterberg vorbei nach Schmölz (0,7 km südöstlich).

## Geschichte
Gegen Ende des 18. Jahrhunderts gehörte Oberberg zur Realgemeinde Schmölz. Das Hochgericht übte das Rittergut Schmölz im begrenzten Umfang aus. Es hatte ggf. an das bambergische Centamt Burgkunstadt-Marktgraitz auszuliefern. Das Rittergut Tüschnitz war Grundherr des Gutes.
Mit dem Gemeindeedikt wurde Oberberg dem 1808 gebildeten Steuerdistrikt Schmölz und der 1818 gebildeten Ruralgemeinde Schmölz zugewiesen. Am 1. Mai 1978 wurde Oberberg im Zuge der Gebietsreform in Bayern in die Gemeinde Küps eingegliedert.

### Einwohnerentwicklung
| Jahr      | 001818 | 001861 | 001871 | 001885 | 001900 | 001925 | 001950 | 001961 | 001970 | 001987 |
| Einwohner |        | 6      | 4      | 3      | 3      | 7      | 8      | 7      | 4      | 6      |
| Häuser    | 1      |        |        | 1      | 1      | 1      | 1      | 1      |        | 1      |
| Quelle    | [ 5 ]  | [ 7 ]  | [ 8 ]  | [ 9 ]  | [ 10 ] | [ 11 ] | [ 12 ] | [ 13 ] | [ 14 ] | [ 1 ]  |

## Religion
Die Protestanten sind nach St. Laurentius (Schmölz) gepfarrt und die Katholiken nach Heiligste Dreifaltigkeit (Theisenort).